# Sân bay quốc tế Viracopos-Campinas
Sân bay quốc tế Viracopos/Campinas (IATA: VCP, ICAO: SBKP) là một sân bay ở Campinas, bang São Paulo, Brasil.
Đây là sân bay hàng hóa lớn thứ 2 ở Brasil. Sân bay này được khai trương năm 1960. Sân bay này cách São Paulo 99 km, cách Campinas 20 km. Trước khi hoàn thành Sân bay quốc tế São Paulo-Guarulhos năm 1985, Viracopos là cửa ngõ hàng không quốc tế chính của bang São Paulo. Sân bay này phục vụ từ 150-180 chuyến bay với 2500 lượt khách mỗi ngày; nhà ga hàng hóa rộng 60.000 mét vuông; tháp điều khiển không lưu cao 65 m.

## Các hãng hàng không và các tuyến điểm
- Gol Transportes Aéreos
- OceanAir
- TAM Airlines (TAM Linhas Aéreas)
- TRIP Linhas Aéreas

## Các hãng vận tải hàng hóa
- Varig Log
- LAN Cargo
- ABSA Cargo Airline
- FedEx
- UPS
- Lufthansa Cargo
- Cielos Airlines
- Polar Air Cargo
- Total Cargo
- Cargolux
- Air France Cargo
- Beta Cargo
- Martinair Cargo
- Volga-Dnepr
- Atlas Air
- Arrow Air
- Gemini Air Cargo
- Tampa Cargo